# 極真会館坂本派
極真会館 坂本派（きょくしんかいかん さかもとは、Kyokushin Sakamoto Group）は、日本のフルコンタクト空手団体。団体名称は国際空手道連盟極真会館坂本派（こくさいからてどうれんめいきょくしんかいかんさかもとは、International Karate Organization Kyokushinkaikan Sakamoto Group）。

## 坂本派とは
1994年、極真会館は大山倍達亡き後、分裂を繰り返し、極真会館松井派をはじめ、松島派や手塚グループ、新極真会、極真連合会、極真館、浜井派、世界総極真、極真拳武会など、様々な極真カラテ諸派が生まれた。
坂本派は分裂騒動の後、極真連合会から分かれ坂本恵義が設立。
現在、どこの組織にも属さず、国内では東京・神奈川・栃木・群馬・福井、海外では イラン・パキスタン・インド・チリ等で独自の活動を行っている。

## 概要
- 1993年 東京城南支部田町道場を開設。
- 1994年 4月26日、極真カラテ創始者・大山倍達総裁逝去後、極真会館は分裂。
- 1995年 11月、東京城南支部（廣重毅支部長）が分裂、支部長協議会派（現新極真会）、東京城南・川崎支部の分支部となる。
- 1998年 支部長協議会派の支部に昇格し、東京坂本道場となる。
- 2001年 1月、支部長協議会派を脱退。同年12月、全日本極真連合会の発足に伴い、発起人の一人として坂本恵義が参加（2008年まで所属）。
- 2004-2007年 極真会館東京極真空手道連盟という団体名称で活動する。
- 2011年 国際武道空手道連盟極真会館（IBKO）の立ち上げに参加し、全日本選手権開催の主管道場となる。
- 2012年 県本部制を導入し、団体名称を極真会館坂本道場から極真会館坂本派と改名した。
- 2013年 7月、イラン支部が誕生。同年11月、パキスタン加盟。
- 2014年 1月、インド加盟。
- 2015年 3月、チリ加盟。

## 団体役員
- 代表師範 坂本恵義
- 名誉会長 鳩山由紀夫
- 本部後援会長 渡辺専太郎

## 開催大会
- IBKO主催 全日本空手道選手権大会
- IBKO主催 全日本選抜 地区・県大会